# ルイス・ガースナー
ルイス・ガースナー（Louis V. Gerstner, Jr. 1942年3月1日 - ）は、アメリカン・エキスプレス会長兼最高経営責任者（CEO）、RJRナビスコ会長兼最高経営責任者（CEO）、IBM会長兼最高経営責任者（CEO）、カーライル・グループ会長を歴任したアメリカを代表する経営者の1人である。

## 経歴
ニューヨーク州ミネオラ出身。1963年、ダートマス大学工学部を卒業後、1965年、ハーバード大学ビジネス・スクールにて経営学修士（MBA）を取得し、米国マッキンゼー・アンド・カンパニーに入社。その後、アメリカン・エキスプレス、RJRナビスコ会長兼最高経営責任者（CEO）を歴任し、1993年4月、IBM初となる外部招請の会長兼最高経営責任者（CEO）に就任した。1991年28億ドルに上る創業初の赤字を計上し、1993年までの3年間で累積赤字総額150億ドルに陥ったIBMを経営再建し、ネットワーク・コンピューティング(1995年)、e-ビジネス(1997年)を提唱した。2002年3月に最高経営責任者（CEO）を退任、同年12月に会長職を退任した。2003年1月からは、カーライル・グループ会長に就任し、2008年9月まで同職を務めた。

### 略歴
- 1942年3月 - ニューヨーク州ミネオラに生まれる
- 1956年 - ミネオラにあるシャミネード高等学校に入学
- 1963年9月 - ダートマス大学工学部卒業
- 1965年6月 - ハーバード大学ビジネス・スクールにて経営学修士（MBA）を取得後、米国マッキンゼー・アンド・カンパニーに入社
- 1985年 - アメリカン・エキスプレス会長兼最高経営責任者（CEO）に就任
- 1989年3月 - アメリカン・エキスプレス会長兼最高経営責任者（CEO）を退任
- 1989年4月 - RJRナビスコ会長兼最高経営責任者（CEO）に就任
- 1993年3月 - RJRナビスコ会長兼最高経営責任者（CEO）を退任
- 1993年4月 - IBM会長兼最高経営責任者（CEO）に就任
- 2002年3月 - IBM最高経営責任者（CEO）を退任
- 2002年11月 - 日本経済新聞「私の履歴書」に連載される（11月1日～30日連載）[1]
- 2002年12月 - IBM会長職を退任
- 2003年1月 - カーライル・グループ会長に就任
- 2008年9月 - カーライル・グループ会長を退任

## 著作
- Louis V. Gerstner,Jr. （翻訳：山岡 洋一、高遠 裕子）『巨象も踊る』日本経済新聞社、2002年12月2日。ISBN 4-532-31023-7。